# 长角蝇子草
长角蝇子草（学名：Silene longicornuta）为石竹科蝇子草属的植物，为中国的特有植物。分布于中国大陆的四川、云南等地，生长于海拔2,500米的地区，一般生于山地石灰质岩石缝隙，目前尚未由人工引种栽培。